# Humus
|  | No s'ha de confondre amb Hummus. |

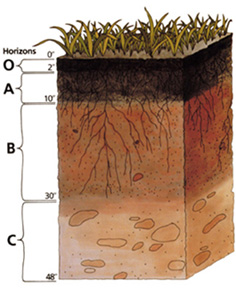
L'humus, a la part superior del perfil del sòl, té un característic color negre o marró fosc, senyal de la presència de restes orgàniques.

L'humus, de vegades anomenat terra vegetal, designa la capa superior del sòl creada i mantinguda per la descomposició de la matèria orgànica, essencialment per l'acció combinada dels animals, bacteris i de fongs del sòl. L'edafologia i la pedologia estudien entre altres matèries l'humus i el procés d'humificació. Va ser estudiat, entre d'altres, pel químic alemany Justus von Liebig. L'humus és diferent del compost perquè el primer, a més de ser d'origen natural, és també espontani, però comparteix gran part de les seves propietats especialment la seva capacitat de retenir l'aigua i els nutrients. Dins la biosfera l'humus és la part biològicament més activa. No hi ha humus als deserts extrems i en general en qualsevol medi desproveït de vegetació com les altes muntanyes, els camps de cultiu intensivament llaurats o els casquets glacials per exemple. El mot llatí humus, com també el mot homo «home», prové de l'arrel indo-europea *ghyom- que significava terra

## Humificació

### Transformació de la matèria orgànica en humus
El procés d'“humificació” pot ocórrer naturalment en el sòl, o en la producció de compost. L'humus estable proporciona fertilitat tant des del punt de vista físic com químic, però també té propietats contra la supressió de les malalties que es donen a través del sòl. Físicament l'humus ajuda a retenir la humitat incrementant la microporositat, i facilita una bona estructura del sòl. Químicament l'humus incorpora oxigen i fa augmentar la capacitat de bescanvi catiònic. Biològicament permet que els microorganismes del sòl i els macroorganismes alimentar-se i reproduir-se. És difícil definir l'humus en termes precisos, ja que és una substància altament complexa. No té, doncs, una forma determinada, estructura o caràcter. Tanmateix al microscopi es veuen restes biològiques que han sofert una acció mecànica però no degradades químicament. Hi ha un límit difús entre l'humus i la matèria orgànica.
Les restes de les plantes contenen components orgànics: polisacàrids, proteïnes, glúcids, lignina, ceres, resines i àcids orgànics. No tots els components es degraden amb la mateixa rapidesa, essent la lignina la més resistent. L'humus resultant és una barreja de components d'origen divers i és tant fosc com més matèria orgànica contingui.

### Estabilitat de l'humus

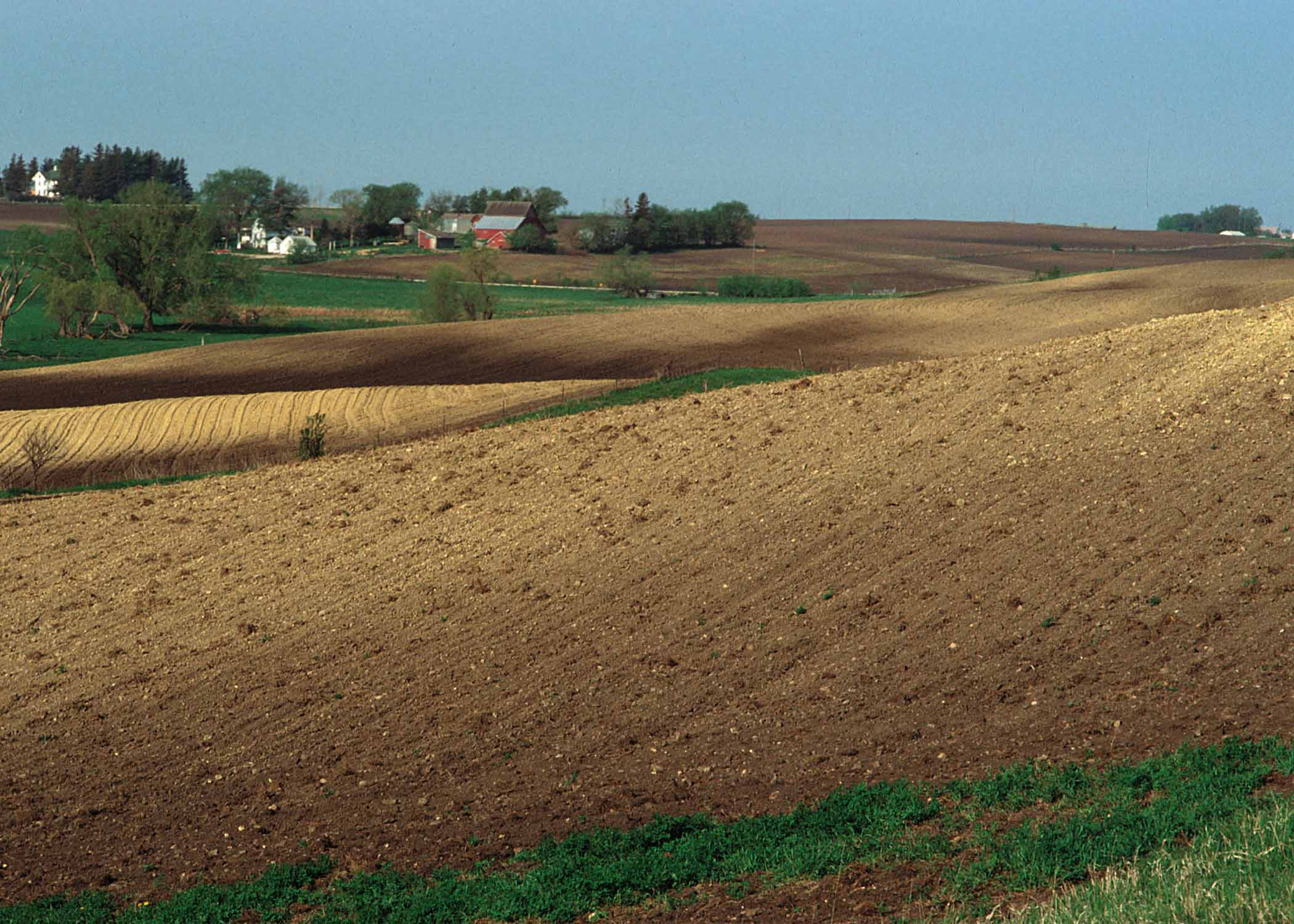
Un sol (com aquest d'Iowa) que perd el seu humus pot quedar de color ocre i perden la seva capacitat de retenir i infiltrar l'aigua i són més sensibles a l'erosió.

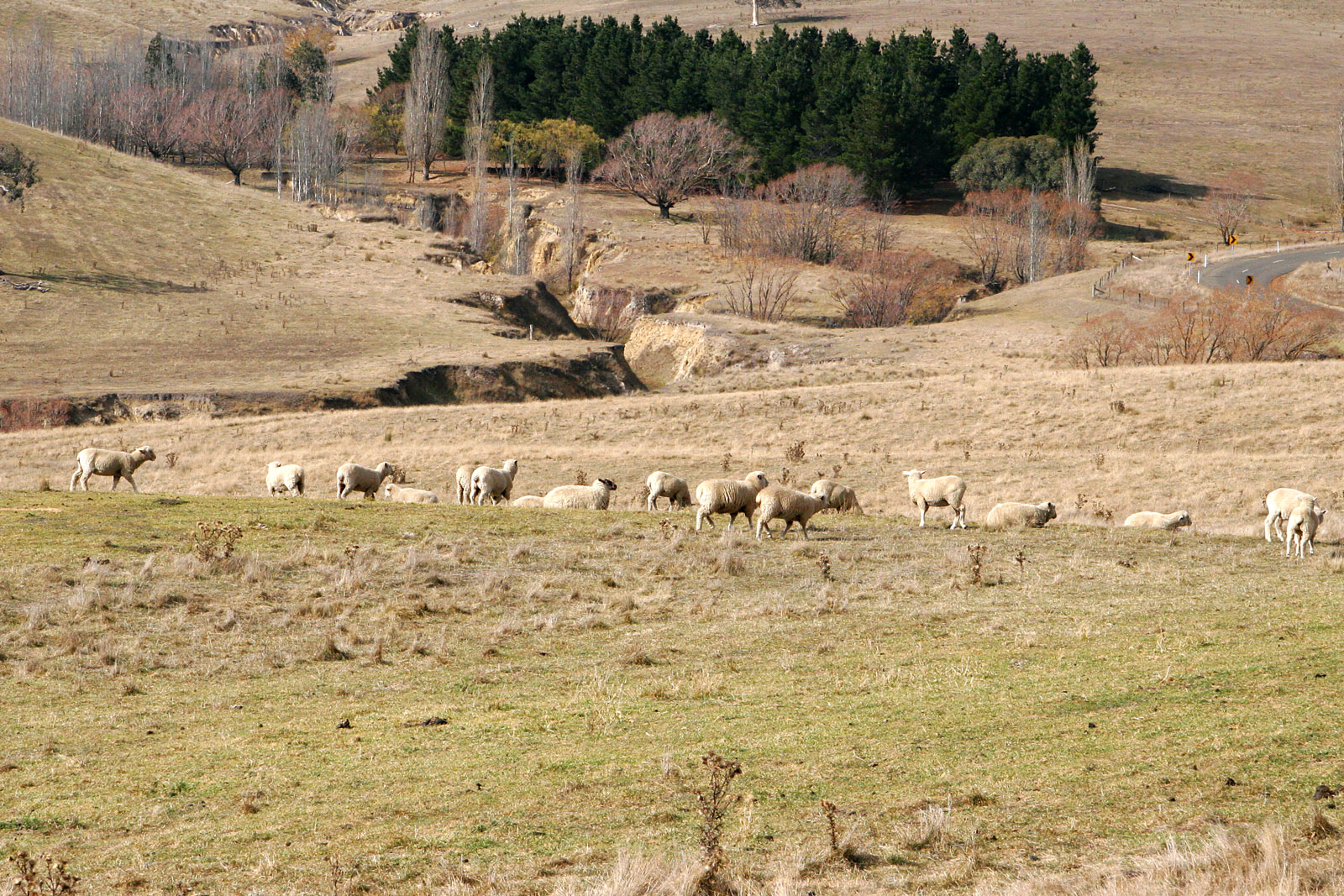
Les llaurades i els productes agroquímics poden afectar negativament l'humus a més de la deforestació i la sobrepastura.

Quan l'humus queda enfonsat per les llaurades o asfixiat (per exemple per inundació permanent o compressió) es degrada i allibera compostos tòxics i també metà
Quan s'arriba a formar humus la matèria orgànica del sòl ha arribat a un punt d'estabilitat que fa que pugui romandre d'aquesta forma, si les condicions no canvien, durant segles o mil·lennis.
La relació carboni/nitrogen permet saber la quantitat i qualitat total d'humus present.
L'humus estable conté àcids húmics i humines i és altament insoluble, a més de ser molt resistent a una posterior descomposició. Més que nutrients proporciona una bona estructura al sòl, com a exemple d'estabilitat val a dir que hi ha humus provinent del període cenozoic.
L'humus és transformat pels organismes del sòl. La desaparició de l'humus és accelerada en climes calents i humits per la qual cosa en climes tropicals molts sòls són pobres en matèria orgànica. En climes subàrtics i a gran altitud no es forma humus per les raons climàtiques oposades. Entre altres factors això explica la fertilitat natural dels sòls en climes temperats.
La taxa per la qual la matèria orgànica bruta promou (quan és ràpida) o limita (quan és lenta) la coexistència de plantes, animals i microorganismes en els ecosistemes terrestres.
L'humus és una substància col·loidal per tant emmagatzema nutrients per quelació fent que no es lixivien per la pluja o el reg.
L'humus pot emmagatzemar el 80–90% del seu pes en humitat permetent suportar certa sequera.
Durant el procés d'humificació els microbis (bacteris i fongs) secreten gomes i mucílags que contribueixen a donar una estructura grumollosa al sòl i l'airegen. A més substàncies tòxiques com els metalls pesants o excés de nutrients poden quedar quelades (empresonades) i no s'alliberen al medi ambient.

## Formes d'humus
Sota pendents i en bones condicions, la capa d'humus rarament passa dels 30–40 cm. N'hi ha més gruix a les valls i en fondalades.
Segons que l'humus es formi en un sol airejat o asfixiant (motivat per exemple per la saturació total amb aigua o per una compactació repetida) es pot classificar l'humus en dues categories.
Humus formats en aerobiosi:
- El mull, amb una bona incorporació de la matèria orgànica i de la matèria mineral realitzada principalment pels cucs de terra, L'humus del tipus mull és present als boscs amb activitat biològica intensa i als prats. S'hi troba aleshores que restes de fulles mortes de l'any precedent i una capa de gruix variable de matèria organo-mineral de color bru. Aquest sòl és ric en elements nutritius, la mineralització s'efectua ràpidament: és un medi ideal per als cucs de terra llevat del cas que els sol sigui calcari (rendzina negra forestal). En les regions tropicals (sabana) i els medis semideserts, el mull pot ser produït per altres organismes que facin forats com els tèrmits i els insectes de la família Tenebrionidae;
- El moder, amb una capa superficial de matèria orgànica no incorporada, humidificada per la fauna biològica i els fongs, es presenta en els boscos i les landes amb activitat biològica mitjana S'hi aprecien a la tardor les fulles de l'any que experimenten una descomposició sobretot a càrrec dels fongs, però també s'hi veuen les fulles de l'any precedent parcialment descompostes i reduïdes a una xarxa de nervis amb nombrosos filaments de fongs i de micorrizes) i sobretot de boletes fecals provinents d'animals que viuen en la fullaraca i la capa d'humus que és d'un gruix de pocs mil·límetres fins a uns quants centímetres. L'olor de fongs és característica
- El mor, amb una capa superficial de matèria orgànica gens o poc humidificada, es presenta en els boscos i les landes amb feble activitat biològica, cosa que alenteix la descomposició de les restes vegetals portant cap a una acidificació del sòl i un fenomen de podzolització. La terra de bruc és un exemple d'humus tipus mor. La fondària d'aquest tipus d'humus és considerable, però això no representa un criteri d'identificació. Els incendis sovint és el mitjà pel qual aquesta forma d'humus troba el seu equilibri, ja que restaura els nutrients immobilitzats en la capa orgànica

Humus formats en anaerobiosi:
- La torba, conté una gran quantitat de residus vegetals identificables, de vegades de milers d'anys d'antiguitat. Es tracta d'un veritable arxiu del medi ambient. La torba es forma en medis inundats de manera permanent, en presència d'una vegetació aquàtica densa i amb fort creixement (esfagnes, grans càrex, etc.) La torba amaga pòl·lens que permeten reconstruir la història d'un paisatge fins èpoques molt antigues;
- L'anmoor, conté una gran quantitat de matèria orgànica humidificada, barrejada amb argiles. L'amor es forma en medis temporalment inundats, per exemple al llarg de rius, la fase de dessecació permeten desenvolupar els processos biològics que porten a la humificació

## Complex argil·lohúmic
Els complexos argil·lohúmics (CAH) són constituïts per l'associació d'argila i humus, tots dos en estat floculat seguit d'un treball dels microorganismes del sòl, en particular dels cucs de terra, que si es posen en un medi líquid (com seria un tub d'assaig) poden enllaçar aquestes molècules que és tan negativament polaritzades per un catió bivalent: el calci (Ca++). Un cop dessecats aquests complexos són estables i insolubles i expliquen la resistència enfront l'erosió el manteniment de la seva estructura i de la seva excepcional capil·laritat. Aquests complexos es poden fixar en els metalls pesants limitant així la seva transferència a les plantes.